# Myiopagis
Myiopagis és un gènere d'ocells de la família dels tirànids (Tyrannidae). Agrupa espècies natives de l'Amèrica tropical (Neotròpic), on es distribueixen des de la regió tropical de Mèxic, a través d'Amèrica Central i del Sud fins al nord de l'Argentina, amb una espècie endèmica de Jamaica.

## Descripció
Els ocells d'aquest gènere són foscos i de color monòton. Es troben a selves i boscos humits i caducifolis, principalment de baixa altitud. Menys conspicus i vocals i a l'hora més petits que els del gènere Elaenia, mesuren entre 12 i 14 cm de longitud. Cada espècie té una vocalització característica i algunes són més aptes a ajuntar-se a estols mixtes. El patró de plomatge del cap tendeix a ser més complex, tot i que la taca a la corona que diverses espècies ostenten generalment roman oculta.

## Taxonomia i etimologia
M. olallai és una espècie recentment descrita per a la ciència per Coopmans & Krabbe (2000).
Les espècies Myiopagis parambae i M. cinerea, abans tractades com a subespècies del grup M. caniceps són considerades com a espècies separades amb base en diferències morfològiques i de vocalització, el que va ser seguit per les principals classificacions taxonòmiques.
Els amplis estudis geneticomoleculars realitzats per Tello et al (2009) van descobrir una quantitat de relacions noves dins de la família Tyrannidae que encara no estan reflectides en la majoria de les classificacions. Seguint aquests estudis, Ohlson et al (2013) van proposar dividir Tyrannidae en 5 famílies. Segons l'ordenament proposat, Myiopagis roman a Tyrannidae, en una subfamília Elaeniinae (Cabanis & Heine, 1859-60), en una tribu Elaeniini (Cabanis & Heine, 1859-60), al costat d'Elaenia, Tyrannulus, Suiriri, Capsiempis, part de Phyllomyias, Phaeomyias, Nesotriccus, Pseudelaenia, Mecocerculus leucophrys, Anairetes, Polystictus, Culicivora, Pseudocolopteryx i Serpophaga.
El nom genèric Myiopagis es compon de les paraules del grec antic «muia, muias» que significa “mosca”, i «pagis» que significa “agafar”.
En l'actualitat, la majoria de les principals autoritats taxonòmiques consideren que aquest gènere està format per 9 espècies:
- Myiopagis gaimardii - elènia selvàtica.
- Myiopagis parambae - elènia grisa del Pacífic.
- Myiopagis cinerea - elènia grisa amazònica.
- Myiopagis caniceps - elènia grisa.
- Myiopagis olallai - elènia dels turons.
- Myiopagis subplacens - elènia del Pacífic.
- Myiopagis flavivertex - elènia de capell groc.
- Myiopagis viridicata - elènia verdosa.
- Myiopagis cotta - elènia petita de Jamaica.